# Пармьонов Валентин Костянтинович
Валентин Костянтинович Пармьонов (7 січня 2001 — 26 лютого 2022, м. Маріуполь, Донецької області) — солдат окремого загону спеціального призначення НГУ «Азов» Національної гвардії України, учасник російсько-української війни, що загинув у ході російського вторгнення в Україну в 2022 році.

## Життєпис
Закінчив 9 класів ЗОШ № 6 міста Чернігів, вступив до Чернігівського коледжу транспорту та зв'язку на факультет «Комп'ютерна інженерія». В березні 2020 року пройшов КМБ до полку «Азов», до якого мріяв потрапити ще з 2015 року. Гранатометник стрілецького відділення взводу забезпечення навчального процесу батальйону вишкілу особового складу ОЗСП «Азов».
Служив у солдатом у Національній гвардії України у складі ОЗСП «Азов».. Загинув 26 лютого 2022 року під час боїв за місто Маріуполь Донецької області.
30 листопада 2022 року рідним Валентина Пармьонова під час сесії Чернігівської міської ради було вручено орденом «За мужність» III ступеня, яким було нагороджено бійця.

## Нагороди
- орден «За мужність» III ступеня (посмертно)[2].